# Сер Леслі Патрік Аберкромбі
Сер Леслі Патрік Аберкромбі, член Королівського інституту архітектури та архітектури (FRIBA;/ˈæbərkrʌmbi, -krɒmbi/ AB-ər-krum-bee, -⁠krom-bee; 6 червня 1879 — 23 березня 1957) — англійський архітектор, міський дизайнер та містобудівник.  Аберкромбі був науковцем протягом більшої частини своєї кар'єри та підготував один план міста та кілька регіональних досліджень до Другої світової війни. Він став відомим у 1940-х роках завдяки своїм міським планам для міст Плімут, Галл, Бат, Борнмут, Гонконг, Аддис-Абеба, Кіпр, Единбург, Клайд-Веллі та Великого Лондона.